# Anna Siess Ryberg
Anna Siess Ryberg (* 15. Juli 2003 in Dänemark) ist eine dänische Badmintonspielerin.

## Sportliche Laufbahn
Ryberg spielt in Dänemark beim Hvidovre Badminton Club. Bei der dänischen Juniorenmeisterschaft gewann sie in der Saison 2017/18 in der Altersklasse U15 das Dameneinzel und mit Simona Pilgaard das Damendoppel, in der Saison 2018/19 in der Altersklasse U17 mit Mads Vestergaard die Mixedkonkurrenz, in der Saison 2020/21 in der Altersklasse U19 mit Simona Pilgaard das Damendoppel und in der Saison 2021/22 in der Altersklasse U19 das Dameneinzel. Bei der Badminton-Jugendeuropameisterschaft 2019 gewann sie mit Simona Pilgaard die Bronzemedaille im Damendoppel sowie mit der dänischen Auswahl die Goldmedaille.
Im Jahr 2020 gewann sie die Polish Juniors im Dameneinzel und mit Simona Pilgaard im Damendoppel.
Mit Hvidovre stieg sie in der Spielzeit 2022/23 in die höchste dänische Liga auf. Seit der Bundesligasaison 2023/24 spielt sie auch für den deutschen Erstligisten Blau-Weiss Wittorf Neumünster. Im Januar 2025 wurde sie Zweite bei den Estonian International.